# كوري وايت
كوري وايت (بالإنجليزية: Corey White)‏ هو لاعب كرة قدم أمريكية أمريكي، ولد في 9 مايو 1990 في دنوودي في الولايات المتحدة.

## وصلات خارجية
- كوري وايت على موقع مرجع كرة القدم المحترفة.كوم (الإنجليزية)